# Dons Solidaires
Dons Solidaires est une association loi de 1901, reconnue d'utilité publique, créée en 2004 par Margaret Mallon Pujol,.
Elle s'inscrit dans l’économie circulaire car elle lutte contre le gaspillage en incitant les entreprises à donner plutôt que détruire leurs invendus, et dans l'économie sociale et solidaire car elle lutte contre l'exclusion en mettant ces produits neufs à la disposition de personnes défavorisées. L'association récupère uniquement des dons de produits neufs non-alimentaires.

## Histoire
En 2004, Margaret Mallon Pujol importe le concept de mécénat de produits en créant Dons Solidaires. Cette idée provient d'un concept observé chez Gifts In Kind International, devenu depuis Good360. La première action de Dons Solidaires fut la mise à disposition de 500 palettes de produits d'hygiène pour le centre Emmaüs de Bougival (Yvelines) .
Dons Solidaires a structuré son activité logistique grâce à divers partenariats : en 2005 avec Norbert Dentressangle Logistics (devenu depuis 2015 XPO Logistics) pour le stockage, en 2008 avec Geodis Calberson pour les livraisons de produits aux associations.
En 2011, un partenariat avec SAP Business One lui permet de mettre en place un nouveau système ERP / CRM afin de mieux gérer les flux de dons de produits et leur traçabilité .
En 2013, Dons Solidaires bénéficie d'un marathon de compétences Pro Bono Lab qui lui permet de lancer des antennes régionales afin d'améliorer sa proximité avec le terrain. Dix antennes régionales sont aujourd'hui opérationnelles dans les Hauts-de-France, en Île-de-France, en Provence-Alpes-Côte d'Azur, en Région Grand Est, en Bretagne, en Normandie, en Pays-de-la-Loire, en Nouvelle-Aquitaine, en Occitanie et en Auvergne-Rhônes-Alpes  et ont pour rôle de visiter les associations et prospecter des dons d'entreprises.
En 2014, Dons Solidaires rejoint le réseau européen In Kind Direct International et devient partenaire de In Kind Direct, son homologue britannique, et Innatura, son homologue allemand .

## Action
En plus d'une action continue sur l'année, Dons Solidaires organise des opérations de terrain chaque année pour avoir une action de proximité.

### Kit Scolaire
Dons Solidaires lance l'opération Kit Scolaire en 2009  afin de recueillir des fournitures pour la rentrée des classes et les offrir aux enfants dans le besoin. En 2014, 20 000 enfants ont bénéficié de 300 000 produits d'une valeur marchande totale d'environ 1 million d'euros . Des entreprises donatrices comme Bic envoient des fournitures en vrac à Dons Solidaires qui sont ensuite reconditionnées en entrepôt afin de réaliser des cartons adaptés aux besoins des associations et des bénéficiaires .

### Noël Pour Tous
Noël pour Tous vise à récolter des cadeaux de Noël pour les offrir aux enfants et adultes défavorisés. En 2014, 4 millions d'euros de produits ont été récoltés.

### Femmes en Fête
Cette opération lancée en 2013 est organisée chaque année au moment de la fête des mères pour donner aux femmes dans le besoin des produits de beauté et leur offrir un moment agréable par le biais d'ateliers "bien-être" dispensés par des esthéticiennes bénévoles. Les donations d'entreprises comme L'Oréal Professionnel, L'Occitane en Provence ou Beiersorf ont permis de fournir 35 tonnes de produits d'hygiène et de beauté à plus de 7000 femmes en 2015 ,,.

### Aide Estivale
L'opération Aide Estivale a commencé en 2015 et vise à soutenir les associations qui continuent leur activité l'été. En 2016, Dons Solidaires a notamment soutenu l'opération BUS 69 « Opération mobile de prévention santé pour les enfants en grande précarité » à l’initiative des AJD, de la Ville de Lyon et avec un soutien téléphonique des Médecins de Médecins du Monde . À Paris, plus de 80 associations ferment leurs portes l'été et les associations qui restent ouvertes connaissent donc un accroissement de leurs besoins. Des structures comme La Mie de Pain ont donc bénéficié du soutien de Dons Solidaires,.

## Partenaires

### Entreprises
Le mécénat de produits est le cœur d'activité de Dons Solidaires. L'association offre aux entreprises une solution avantageuse pour la gestion de leurs invendus, tant au niveau social et environnemental que sur le plan financier puisque les entreprises bénéficient d'avantages fiscaux jusqu'à 60 % de la valeur des produits donnés. D'autres types de mécénats soutiennent l'action de Dons Solidaires : le mécénat de compétences et le mécénat financier.

#### Mécénat de produits
Quelques exemples parmi les entreprises donatrices partenaires de Dons Solidaires :
- Procter & Gamble[2]
- Groupe Galeries Lafayette[12]
- Fondation L'Occitane[12],[17]
- Bic[2],[8],[12]
- Oxybul Eveil et Jeux[12]
- Okaïdi[2]
- Groupe Yves Rocher
- Beiersdorf[2],[12]
- Fondation Monoprix[6]
- L'Oréal [2]
- Disney Store [2]

#### Mécénat de compétences
- SAP
- XPO Logistics
- Geodis Calberson

#### Mécénat financier
- Crédit Agricole S.A.[18]

### Associations
Les produits donnés par les entreprises sont redistribués à des associations caritatives à travers toute la France. Le risque que les produits reçus par les associations soient détournés et revendus sur les marchés parallèles est réel. Pour éviter ces dérives, Dons Solidaires établit un partenariat de proximité avec ses associations notamment par le biais de ses antennes régionales. Divers critères conditionnent l'adhésion d'une association au réseau et des visites permettent de vérifier le respect de ces engagements. Voici quelques exemples d'associations partenaires :
- Secours Catholique[19]
- Saint Vincent de Paul[19]
- Emmaüs[2]
- La Croix Rouge [20]
- Etincelle[19]
- Réduire les risques[19]
- Insertion Solidarité Autonomie[21] (épicerie sociale et solidaire affiliée à l'ANDES[22])
- Epice-Rit (épicerie sociale et solidaire affiliée à l'ANDES[23])
- Association Point Rencontre [17]
- Grains de Soleil [9]
- Vestali[24]